# Adenosinmonophosphat
Adenosinmonophosphat (AMP), auch Adenylat genannt, ist eine chemische Verbindung, die im Stoffwechsel aller Lebewesen vorkommt. Es ist ein Nucleotid, der Phosphorsäureester des Nucleosids Adenosin. AMP bildet zusammen mit Cytidinmonophosphat (CMP), Guanosinmonophosphat (GMP) und Uridinmonophosphat (UMP) die Grundbausteine der Ribonukleinsäure (RNA). Früher wurde AMP den B-Vitaminen zugerechnet und teils als „Vitamin B8“ bezeichnet.

## Natürliches Vorkommen und Bedeutung
Als Bestandteil der RNA kommt AMP in allen Lebewesen vor. Die RNA dient in Zellen zur Umsetzung von genetischen Informationen aus der Desoxyribonukleinsäure (DNA) in Proteine.
AMP ist das Abbauprodukt des cAMP, des ADP und des ATP und gleichzeitig deren Ausgangsstoff. Die Phosphatgruppe am 5′-Ende der Ribose kann in der Zelle nicht zur Phosphorylierung anderer Gruppen genutzt werden, da das Gruppenübertragungspotential zu niedrig ist (Phosphat hat nicht genug Energie zur Reaktion).

## Verwendung als Bitterblocker
AMP war der erste Stoff, bei dem entdeckt wurde, dass er das Bitter-Empfinden der Zunge blockieren kann. AMP blockiert dabei das G-Protein Gustducin, welches an der Bitter-Wahrnehmung beteiligt ist. Es wird versucht, mit Bitterblockern Nahrungsmittel und Medikamente schmackhafter zu machen.